# Eriogonum libertinum
Eriogonum libertinum är en slideväxtart som beskrevs av J.L. Reveal. Eriogonum libertinum ingår i släktet Eriogonum och familjen slideväxter. Inga underarter finns listade i Catalogue of Life.